# Ульріх Бізингер
Ульріх Бізингер (нім. Ulrich Biesinger, нар. 6 серпня 1933, Аугсбург — пом. 18 червня 2011, Аугсбург) — західнонімецький футболіст, що грав на позиції нападника.
Виступав, зокрема, за «Аугсбург», а також національну збірну ФРН, у складі якої став чемпіоном світу.

## Клубна кар'єра
Ульріх Бізингер народився в районі Аугсбурга Аугсбург-Обергаузен (Augsburg-Oberhausen). Почав кар'єру футболіста в команді рідного міста БК «Аугсбург» (BC Augsburg). У 1950-ті роки Бізингер був одним з найкращих бомбардирів в Оберлізі Зюд, в якій брали участь найкращі клуби земель Баварія, Баден-Вюртемберг і Гессен, і була однією з вищих ліг в західнонімецькому футболі до формування Бундесліги у 1963 році. Нападник з 1952 по 1960 рік зіграв у 187 матчах Оберліги і відзначився 105- забитими голами.
Дебют Ульріха у великому футболі відбувся 24 серпня 1952 року в гостьовому матчі проти «Штутгарта», в якому БК «Аугсбург» поступився з рахунком 2:3. Всього в першому сезоні 19-річний гравець в 30 матчах забив 13 голів. Рідний клуб Бізингера, який не досягав серйозних успіхів, 1959 року вилетів в 2-гу лігу чемпіонату і в 1960 році нападник був змушений перейти в «Ройтлінген». Додавши до свого бомбардирському рахунку ще 44 голи у 78 матчах Оберліги Зюд, Бізингер зумів вийти на третє місце за кількістю голів в історії Ліги.
У 1963 році була утворена Бундесліга, куди був включений і БК «Аугсбург». Після цього Бізингер повернувся в рідну команду, де провів два сезони, однак поступово травми надовго стали виводити його з ладу. У 1965 році футболіст перейшов в іншу команду Аугсбурга, «Швабен Аугсбург». Провівши в її складі в першій половині сезону 6 матчів, в жовтні Ульріх отримав серйозну травму меніска. 6 березня 1966 року він зробив першу спробу повернутися на поле у домашній грі проти «Вайдена». Останній раз на полі Ульріх з'явився у гостьовій грі проти «Мангейма». Незабаром після цього, у 1969 році, БК «Аугсбург» і «Швабен» об'єдналися в єдину команду «Аугсбург».

## Виступи за збірну
З 4 липня 1953 по 12 квітня 1959а Ульріх Бізингер виступав у другій національній збірній Німеччини. Його вдала гра у другій збірній привернула увагу Зеппа Хербергера. Тренер національної команди включив Бізингера в заявку збірної ФРН на чемпіонат світу 1954 року у Швейцарії. Тоді 20-річний Ульріх був наймолодшим гравцем команди. В результаті, він став чемпіоном світу, хоча не провів на турнірі жодного матчу.
Дебют у національній команді відбувся у вересні того ж 1954 року в грі проти Бельгії у Брюсселі. Ульріх провів 7 матчів за основну збірну ФРН, а кращим роком для нього став 1956 році, коли він забив свої два голи за національну команду. Він був кандидатом на поїздку до Швеції на чемпіонат світу, однак не був включений в заявку. Свій останній матч за збірну ФРН Бізингер провів 28 грудня 1958 року проти Єгипту у Каїрі. Через 3 дні, 1 січня 1959 року, він також був у заявці команди у грі проти Єгипту, але не зіграв у матчі.

## Подальше життя
Після завершення ігрової кар'єри Бізингер працював тренером у різних аматорських командах Аугсбургу. Займався благодійністю, беручи участь в іграх команд ветеранів.
Помер 18 червня 2011 року на 78-му році життя у місті Аугсбург.

## Досягнення
- Чемпіон світу: 1954